# Pierwomajskaja (obwód kurski)
Pierwomajskaja (ros. Первомайская) – wieś (ros. деревня, trb. dieriewnia) w zachodniej Rosji, w sielsowiecie bolszesołdatskim rejonu bolszesołdatskiego w obwodzie kurskim.

## Geografia
Miejscowość położona jest nad rzeką Sudża, 3,5 km od centrum administracyjnego sielsowietu bolszesołdatskiego i całego rejonu (Bolszoje Sołdatskoje), 65 km od Kurska.
W granicach miejscowości znajduje się ulica 1 Maja (81 posesji).

## Demografia
W 2010 r. miejscowość zamieszkiwało 120 osób.